# Gestão da mudança
Gestão da mudança é uma área de estudo em administração que possui o enfoque na necessidade de constante adaptação das organizações contemporâneas. Pois, são dotadas de paradigmas que fazem parte de sua cultura organizacional, esses paradigmas são comuns e regem o comportamento das pessoas, resultando muitas vezes no estabelecimento de culturas burocráticas e funcionais, as quais exigem uma atitude inovadora e eficiente. A intensidade e a volatilidade das pressões internas e externas impõem esses desafios para as empresas, fomentando a necessidade real da mudança e assim, a quebra de paradigmas.
A mudança organizacional pode significar desde uma alteração de posição no mercado, mudança na sua função social, modificação no seu direcionamento estratégico com possível alteração na sua missão e visão e reavaliação das suas práticas nos diferentes níveis de autoridade e responsabilidade. A mudança é tida como processo natural ao longo da existência das organizações.
Se a incidência de mudanças numa organização ou projeto for muito frequente, a tendência em burlar etapas e acelerar a execução das mudanças poderá se tornar um hábito, o que pode afetar o controle que se tem sobre essas mudanças e sobre seu impacto no escopo do projeto ou na estrutura da organização.
Avaliações de impacto mal feitas, coletas de aprovação não realizadas, registros incompletos e documentação desatualizada são alguns dos efeitos desse afrouxamento dos processos de controle sobre as mudanças.

## O Processo de mudança
A gestão da mudança é um processo de alocação de recursos, de forma a transformar a organização, com o objetivo de melhorar a sua eficácia.
Existem diversas condicionantes que influenciam o processo de mudança de uma organização, como o nível de recursos que a empresa dispõe, o setor onde se insere, a maior ou menor necessidade de mudança, qualidade da gestão e a atual envolvente política, econômica, social, tecnológica, ambiental e legal.
Habitualmente, torna-se necessário promover um processo de mudança quando a organização não satisfaz os stakeholders, nomeadamente os acionistas.
Os sinais evidentes de necessidade de uma intervenção profunda, poderão ser de caráter quantitativo ou qualitativo. Diminuição das vendas, perda de quota de mercado, aumento de custos, redução de rentabilidade, poderão ser claros sinais de uma gestão ineficiente. Insatisfações dos clientes, fornecedores e colaboradores, são também sérios alertas de caráter qualitativo.
De forma a validar e enquadrar a deficiente “performance individual” da empresa ou organização, será de capital importância, a realização de um trabalho de benchmark junto às empresas concorrentes.
As necessidades de mudança, poderão revestir diversas formas, entre as quais destaco:

### Mudança Incremental
Não gera habitualmente grandes impactos na organização, a intervenção efetua-se através de ligeiros ajustamentos organizativos.

### Mudança Transformacional
Procede-se a mudanças no clima e cultura da organização, com alterações profundas dos processos de gestão, estruturação e de concepção de trabalho, segundo um plano previamente elaborado.

### Mudança Planejada/Planeada
Quando a empresa reformula a sua estratégia, de uma forma claramente pacífica, normalmente ocorre quando a organização apresenta um bom desempenho, no entanto vislumbra a possibilidade de claras melhorias com a indicada reformulação.

### Mudança Improvisada
É um tipo de mudança deliberada, mas não resulta de decisões pró-activas, mas de decisões tomadas em tempo real.

### Mudança Emergencial
Processo habitualmente complexo, não planejado/planeado, no qual a organização vai respondendo de forma a ultrapassar as ameaças ou os desafios com que se vai deparando.

### Mudança Radical
Habitualmente planejada/planeada, de forma a antecipar acontecimentos futuros ou a inverter uma deficiente performance.
Apesar dos diversos tipos de gestão de mudança referidos, existe um conjunto de etapas fundamentais, comuns aos diversos tipos de intervenções...

### Tipos de Mudança
Existem diferentes tipos de mudanças organizacionais, nomeadamente: tecnológicas, de produtos, estruturais, de pessoas/cultura e de estratégia. As organizações podem inovar numa ou mais áreas, dependendo das forças internas e externas de mudança.
- Mudanças Tecnológicas
A mudança de tecnologia é relativa ao processo de produção da organização – como a organização realiza seu trabalho. São dimensionadas para tornar mais eficiente o processo de produção de um produto ou a prestação de um serviço. Como podem os gestores estimular a mudança de tecnologia? A regra é que a mudança tecnológica deve ser feita de baixo para cima, ou seja, significa que as ideias têm origem nos níveis mais baixos da organização e são canalizadas para cima para aprovação. Os empregados nos níveis hierárquicos mais baixos compreendem a tecnologia e têm a habilidade necessária para propor as mudanças.

- Mudanças no portfólio de produtos
É uma mudança no produto ou serviço produzido pela organização. As inovações em novos produtos têm grandes implicações para uma organização porque frequentemente são o resultado de uma nova estratégia e podem definir um mercado novo. O lançamento de um novo produto é difícil porque ele não envolve somente uma nova tecnologia, mas também deve atender às necessidades dos clientes. As ideias para novos produtos têm sua origem nos níveis mais baixos da organização, assim como ocorre com as mudanças tecnológicas. A diferença é que as ideias de novos produtos circulam horizontalmente entre os departamentos. A inovação de produto requer perícia de diversos departamentos simultaneamente. O fracasso de um produto novo é frequentemente o resultado de uma cooperação falhada.

Por exemplo, os departamentos de R&D, produção e marketing devem desenvolver simultaneamente novos produtos. Os colaboradores desses departamentos reúnem-se frequentemente em equipas para compartilhar ideias e resolver problemas. O departamento de R&D informa o departamento de marketing sobre novas tecnologias para saber se eles serão úteis aos clientes. A equipa de marketing transmite ao departamento de pesquisa as queixas dos clientes para que as utilize no projecto de novos produtos. A produção informa os outros departamentos se o produto resultante da ideia pode ser fabricado dentro dos limites de custo. A decisão de desenvolver um novo produto é uma decisão conjunta.
A sofisticação cada vez maior do mercado consumidor, actualmente procura uma evolução contínua no desenvolvimento de produtos e marketing. O empowerment no ambiente cada vez mais competitivo de hoje vai além dos empregados para incluir fornecedores e clientes no processo de desenvolvimento do produto. Outro exemplo de vínculo simultâneo entre os departamentos é o uso da competição baseada no tempo, o que significa entregar produtos e serviços mais rápido do que os concorrentes, fornecendo à empresa uma vantagem estratégica significativa.
- Mudanças Estruturais
Envolvem toda a hierarquia da empresa ou organização, as metas, as características estruturais, os procedimentos administrativos e os sistemas administrativos. Uma mudança estrutural bem-sucedida é realizada por uma abordagem de cima para baixo porque a habilidade para a melhoria administrativa tem a sua origem nos níveis médio e alto da organização. O processo de cima para baixo não significa que a coerção seja a melhor táctica de implementação. As tácticas de implementação incluem instrução, participação e negociação com todos os empregados.

- Mudanças Culturais
Referem-se a uma mudança nos valores, normas, atitudes, crenças e comportamento dos empregados. Relacionam-se com a maneira como os colaboradores da organização pensam.

O treino e formação são as ferramentas frequentemente mais utilizadas para mudar o pensamento dominante na organização. Uma empresa pode oferecer programas de formação aos seus colaboradores em assuntos como trabalho em equipa, qualidade, administração participativa, atendimento ao cliente.
Outra abordagem fundamental para mudanças nas pessoas e culturas é o desenvolvimento organizacional.
O desenvolvimento organizacional, sugere a aplicação da ciência do comportamento num esforço conjugado para melhorar a capacidade de uma organização em confrontar-se com o ambiente externo e aumentar a capacidade de resolver problemas. O desenvolvimento organizacional melhora as relações de trabalho entre os seus colaboradores.
O desenvolvimento organizacional é um excelente auxiliar dos gerentes para lidar com problemas relacionados associados a:
- Fusões/aquisições
O péssimo resultado financeiro de muitas aquisições e fusões é causado pela falha dos gestores em determinar se o estilo administrativo e a cultura organizacional das duas empresas “se encaixam” mutuamente. Os gestores podem concentrar-se na sinergia potencial da tecnologia, de produtos, de marketing e dos sistemas de controlo, mas, amiudadas vezes, falham no reconhecimento que as duas empresas podem ter valores, crenças e práticas extremamente diferentes. Essas diferenças criam stress e ansiedade entre os seus colaboradores, afectando, assim, o desempenho da empresa.

- Declínio / revitalização da organização
As organizações que passam por um período de declínio e revitalização experimentam uma variedade de problemas que incluem baixo nível de confiança, falta de inovação, rotatividade elevada, alto nível de conflito e stress. O período de transição exige comportamentos opostos, que incluem enfrentar o stress, facilitar a comunicação e incentivar a inovação criativa para emergir com altos níveis de produtividade.

- Gestão de conflitos
O conflito pode ocorrer a qualquer momento e em qualquer lugar dentro de uma organização. O desenvolvimento organizacional pode ajudar a resolver esses mesmos conflitos.

De facto, o desenvolvimento organizacional propõe três etapas distintas para atingir a mudança de atitude e de comportamento:
- Descongelamento: os colaboradores devem ser informados dos problemas e estar dispostos a mudar. Esta etapa, muitas vezes, utiliza um especialista externo (agente de mudança), que faz um diagnóstico da organização e identifica problemas directamente relacionados com o trabalho. Este reúne e analisa dados de entrevistas pessoais, questionários e observações de reuniões. O diagnóstico ajuda a determinar a extensão dos problemas organizacionais e a “descongelar” os gestores ao informá-los dos problemas de seu comportamento;

- Mudança: ocorre quando os indivíduos experimentam um novo comportamento e aprendem novas habilidades para serem usadas no local de trabalho. Algumas vezes isso é conhecido como intervenção, durante a qual o agente de mudança implementa um plano específico para formação dos gestores e colaboradores (formação de equipas, pesquisa de feedback, entendimento de processos, actividades de liderança);

- Recongelamento: ocorre quando indivíduos adquirem novas atitudes e valores e a organização os recompensa por eles. O impacto de novos comportamentos é avaliado e reforçado. O agente de mudança fornece novos dados que mostram mudanças positivas no desempenho. Gestores e colaboradores participam de cursos de actualização para manter e reforçar os novos comportamentos.

## Etapas da gestão da mudança
- Contratação de um líder com o perfil adequado a este tipo de processo. Terá que possuir um conjunto de competências, entre as quais destaco, a experiência em situações similares e grande capacidade de liderança.
- Definição de objetivos estratégicos, após negociação com os acionistas.
- Envolvimento da organização nos objetivos, devendo o gestor promover a sua descentralização.
- Definição da nova missão da empresa.
- Envolvimento de toda a organização na missão.
- Constituir uma equipe/departamento de mudança.
- Contratação de quadros necessários ao processo de mudança.
- Dispensa de quadros não envolvidos no processo. Os colaboradores não envolvidos neste tipo de acção, caso permaneçam na organização, poderão ser uma importante condicionante no sucesso da mudança.
- Atribuição de poderes a um reduzido número de pessoas.
- Não deverão ser delegadas autoridades.
- Promover rápidas melhorias do desempenho, pois estas motivam as equipes e dão credibilidade externa ao projeto.
- Apesar da importância do líder, a organização terá que criar condições, para não depender excessivamente deste gestor na atividade corrente.

## Resistência à mudança
Em um sentido mais amplo, os conceitos de globalização, lucro, competitividade e mudança fazem parte integrante das decisões das organizações, que tem seus objetivos voltados para a garantia da sobrevivência e crescimento sustentável no mercado. Os paradigmas e a mudança são elementos que caracterizam a flexibilidade de adaptação e a dinâmica de relacionamento com os indivíduos.
Nesse contexto, a mudança é influenciada por fatores internos e externos que se relacionam positiva ou negativamente. A mudança é caracterizada pela implantação de um novo processo, o qual se faz necessário pela intensa competitividade do mercado que cada vez demanda processos mais rápidos, produtos com melhor qualidade e eficiência operacional. A inovação surge como ferramenta de garantia de sustentabilidade das organizações, para sua produtividade e lucratividade.
A estratégia da organização deve ser conciliada com a necessidade de mudança, pois esta relação resultará na vantagem competitiva que a organização deseja obter no mercado. A melhor adaptação a mudança dará a flexibilidade necessária para que se estabeleça a diferenciação da empresa no mercado, criando valor para o cliente e sustentabilidade para a organização.
Assim, a busca pela competitividade deve fomentar uma reestruturação inovadora, diferente daqueles modelos amplamente praticados. Como propõem Prahalad e Hamel, deve ocorrer uma reinvenção dos setores e regeneração das estratégias, com foco na reavaliação de seus processos e atitudes. A adaptação da organização e dos indivíduos para esse objetivo, constrói as bases de uma organização bem estruturada.
Chiavenato, p. 251  afirma que quem sempre viveu em empresas imutáveis e estáticas, fechadas e herméticas, onde as coisas não mudam, nunca aprenderá a mudar e a inovar.  Desta forma, somente o trabalho do gestor, alinhado a sua facilidade em conduzir os mais diferentes grupos e personalidades, poderá resultar em uma mudança eficaz e com o mínimo de resistência.
A resistência, por sinal, se destaca como um dos principais obstáculos para a mudança. Os principais motivos são: aspectos lógicos dos indivíduos, onde se destacam os interesses pessoais;  aspectos psicológicos, onde as atitudes emocionais tais como o medo do desconhecido e a dificuldade de compreender a mudança são fatores determinantes; por último, são destacados os aspectos sociológicos, nos quais prevalecem os interesses de grupos e fatores sociológicos, como valores sociais opostos. Cabe ao gestor integrar os indivíduos e enfrentar as resistências que se apresentarem a mudança, procurando envolver, negociar e manter uma comunicação clara e objetiva com o grupo.
Certas empresas vivem uma situação de estagnação, onde ainda persistem paradigmas de conservadorismo e certa “liberdade assistida”. Esse tipo de empresa, que ainda se sustenta em valores ultrapassados, considerando a mudança um risco para a organização e até mesmo para sua rotina de trabalho, possui um alto grau de incertezas e resistências explícitas as mudanças.
De fato, toda mudança em uma organização representa alguma modificação nas atividades cotidianas, nas relações de trabalho, nas responsabilidades, nos hábitos e comportamentos das pessoas que são os membros da organização, p. 249.
Ainda segundo Chiavenato:
[...] quem sempre viveu em empresas imutáveis e estáticas, fechadas e herméticas, onde as coisas não mudam, nunca
aprenderá a mudar e a inovar, como fazem as empresas excelentes do mundo industrializado. [...] para que a mudança seja
dinamizada, é mister que exista um ambiente psicológico propício, uma cultura organizacional adequada, um estímulo
individual e grupal para a melhoria e para a excelência,
Desta forma, o ambiente psicológico e a cultura da organização devem fomentar um alinhamento da equipe, para aperfeiçoar a implantação da mudança, com o mínimo de resistência possível, porquanto:
[...] a resistência à mudança é uma fase inicial, prevista em qualquer programa de mudança planejada e que
evidentemente os fatores de personalidade terão influência decisiva sobre as percepções, sentimentos e maneira de reagir
à mudança, notando-se uma grande diferença em pessoas mais seguras e outras mais inseguras [...] do ponto de vista
psicológico, a resistência à mudança é uma reação normal, natural e sadia, desde que represente um período transitório de
tentativas de adaptação, em que a pessoa busca recursos para enfrentar e lidar com o desafio de uma situação diferente
.
A resistência a mudança é um fator previsível e ao mesmo tempo adaptável. Cabe a organização e principalmente ao gestor analisar, compreender e envidar todos os esforços no sentido de alinhar os fatores determinantes da mudança, buscando o melhor resultado para a organizações e para os indivíduos.

## Estratégias de Mudança
- Comunicação e educação. São utilizadas quando é necessário consistência sobre a mudança, sobre os usuários que podem resistir à implementação. A educação é especialmente importante quando a mudança envolve conhecimento técnico e que as pessoas não estão familiarizadas com a ideia.
- Consiste em preparar e treinar os empregados para os novos procedimentos introduzidos pela mudança
Ou seja, o método mais eficaz para educação e comunicação passa por educar pessoas sobre mudança usando discussões; apresentações públicas; memorandos e relatórios e ainda vídeos de simulação. Através deste método ter-se-á a vantagem de facilitar a adesão ao processo, sendo que o inconveniente mais directo poderá ser o facto deste método exigir longos períodos de tempo.
- Participação. Envolve as pessoas resistentes à mudança. Isto consome tempo, mas vale a pena porque as pessoas compreendem e comprometem-se com a mudança. A participação também auxilia os gerentes a determinar problemas potenciais e perceber a recepção dos empregados quanto à mudança.
A participação, será pois um dos aspectos mais importantes, porque através dela poder-se-á ouvir as pessoas envolvidas no processo e obter maior informação sobre aquilo que pensam sobre o mesmo, assim, a vantagem será não só esta mas também o maior empenhamento de todos.
Existe um outro aspecto a considerar não menos importante e que é a facilitação e apoio e que consiste basicamente no apoio emocional que se poderá transmitir aos subordinados, sobretudo quando há resistências devido a problemas de ajustamento, ansiedade ou medo, assim, se conseguirá ajudar a ultrapassar os receios face à mudança, sendo que também aqui poderemos demorar algum tempo para obter os resultados no sentido desejado.
- Negociação. É o meio mais formal de atingir a cooperação. A negociação usa a conversação para conquistar a aceitação e aprovação de uma mudança desejada.
Na negociação e acordo podem ser oferecidos incentivos como incrementos salariais, oportunidades de carreira aos activos e presumíveis resistentes, esta pode ser a melhor forma de remover a resistência, no entanto, também pode ser muito dispendioso para a empresa.
Podemos acrescentar também o método de manipulação e cooperação que consiste em envolver os presumíveis resistentes, oferecendo-lhes papéis desejáveis no processo embora sem desejar a sua participação activa nem o aproveitamento das suas sugestões, este método será o caminho a seguir quando nenhum outro método parecer adequado, porque pode ter como vantagem ser a solução mais rápida e mais económica para a empresa, no entanto, as vantagens mais directas poderão ser o facto das pessoas se sentirem manipuladas e representar o fracasso total de quem quer avançar com o processo e implementação da mudança.
- Coerção. Significa que os gestores usam o seu poder formal para forçar os empregados a mudar. Aos resistentes é dito para aceitar a mudança ou perderão os benefícios a até mesmos os seus empregos. Ela é necessária em situações de crise quando uma resposta rápida é exigida.
Ou seja a Coerção pode ser implícita ou explicita quando as pessoas são forçadas a mudar sob ameaças (despedimento, por exemplo) ou perda de oportunidades, este método poderá ocorrer quando a mudança tem de ser rápida e quem a pretende implementar tem forte poder. Esta estratégia é rápida e capaz de ultrapassar vários tipos de resistência no entanto, através dela podem ser desenvolvidos sentimentos negativos indesejáveis.
- Apoio da alta administração. O apoio visível da alta administração também ajuda a superar a resistência à mudança. O seu apoio simboliza para todos os empregados que a mudança é importante para a organização. Ela é importante quando a mudança envolve vários departamentos ou quando os recursos estão a ser relocados noutros departamentos. Sem o seu apoio, estas mudanças podem ficar condenadas a discussões entre os departamentos.